# Улыканколь
Улыканколь (каз. Ұлықанкөл) — озеро в Узункольском районе Костанайской области Казахстана. Находится в 13 км к востоку от посёлка Кумтюбе и в 17 км к юго-западу от Варваровки.
По данным топографической съёмки 1944 года, площадь поверхности озера составляет 2,18 км². Наибольшая длина озера — 3,4 км, наибольшая ширина — 1,4 км. Длина береговой линии составляет 11,1 км, развитие береговой линии — 2,1. Озеро расположено на высоте 94 м над уровнем моря.